# Wilhelm Zöllig
Wilhelm Zöllig (* 12. Februar 1874 in Halsterhausen, Gemeinde Essen (Oldenburg); † 19. Januar 1962 in Bremen-Blumenthal) war ein deutscher Gewerkschaftsfunktionär und Politiker (SPD).
Zöllig war seit 1905 hauptamtlicher Mitarbeiter beim Deutschen Metallarbeiterverband (DMV). Seit 1908 war er Mitglied im Gemeinderat von Aumund und dort 1919 bis 1925 Beigeordneter und Abteilungsleiter. 1932/33 war er Bürgermeister von Aumund. 1921 wurde er zum Unterbezirksvorsitzenden der SPD in Vegesack gewählt. 1919 wurde er Mitglied des Kreistags und dann des Kreisausschusses. Am 1. September 1919 rückte er für Garlich Wahls in den Provinziallandtag der Provinz Hannover nach. Er gehörte dem Landtag bis 1933 an. 1930 wurde er als stellvertretendes Mitglied des Provinzialausschusses gewählt. Nach der Machtergreifung der Nationalsozialisten wurde er als Bürgermeister amtsenthoben und am 10. April 1933 als stellvertretendes Mitglied des Provinzialausschusses beurlaubt. Ihm folgte Kurt Rosenbohm (NSDAP). Auch wurde er kurzzeitig verhaftet.
1945 wurde er als stellvertretender Amtsvorsteher in Vegesack von der Besatzungsmacht eingesetzt.

## Ehrungen
In Bremen ist die Wilhelm-Zöllig-Straße▼ nach ihm benannt.